# Esposizione centennale delle arti, della manifattura e dei prodotti del suolo e delle miniere di Filadelfia (1876)
L'Esposizione centennale delle arti, della manifattura e dei prodotti del suolo e delle miniere (ufficialmente Centennial Exhibition of Arts, Manufactures and Products of the Soil and Mine) si è tenuta nel 1876 a Filadelfia verso la fine della presidenza di Ulysses S. Grant.

## Storia
L'occasione per l'organizzazione dell'esposizione fu data dal centenario dell'indipendenza degli Stati Uniti d'America e della dichiarazione del 4 luglio 1776, che fu firmata proprio nella città organizzatrice. È stata la seconda esposizione universale organizzata su suolo statunitense, la prima fu la Exhibition of the Industry of All Nations di New York del 1853.
L'esposizione di Philadelphia segnò una rivoluzione nelle modalità di organizzazione di questo genere di manifestazione in quanto per la prima volta le esposizioni non vennero organizzate in un unico edificio centrale, ma suddivise in cinque padiglioni organizzati per tema: il padiglione centrale, il padiglione delle arti, quello dei macchinari, dello dedicato all'orticoltura e il padiglione dell'agricoltura. Ai cinque principali si aggiungevano circa 200 padiglioni organizzati dagli stati federati, dalle Nazioni ospiti e da aziende private.
Tra le innovazioni più importanti, vennero presentate invenzioni che segneranno il futuro: il telefono di Alexander Graham Bell, il telegrafo di Thomas Edison, la macchina da scrivere di Eliphalet Remington e il ketchup di Henry John Heinz.

## Post-Expo
Il padiglione delle arti (Memorial Hall) è l'unico edificio costruito durante le esposizioni definite storiche che è tuttora in uso. Immediatamente dopo la manifestazione ospitò il Pennsylvania Museum ed al giorno d'oggi ospita il Please Touch Museum che si propone di educare i bambini tramite l'interattività.